# کره (قائنات)
کُرُه روستایی در دهستان قائن بخش مرکزی شهرستان قائنات استان خراسان جنوبی ایران است. روستای کره در فاصله حدود ۱۳۰ کیلومتری مرکز خراسان جنوبی با ۱۳۰ خانوار جمعیت قرار دارد.
از منتهی‌الیه شمالی شهر قائن به سمت غرب پس از طی مسیر حدوداً ۳۰ کیلومتر و عبور از هفت روستا می‌شود به کره رسید.
محصول این روستا آلو بخارایی و زعفران است.

## جمعیت
بر پایه سرشماری عمومی نفوس و مسکن در سال ۱۳۹۵ جمعیت این روستا ۲۹۶ نفر (در ۱۱۷ خانوار) بوده‌است.

## نگاره‌ها

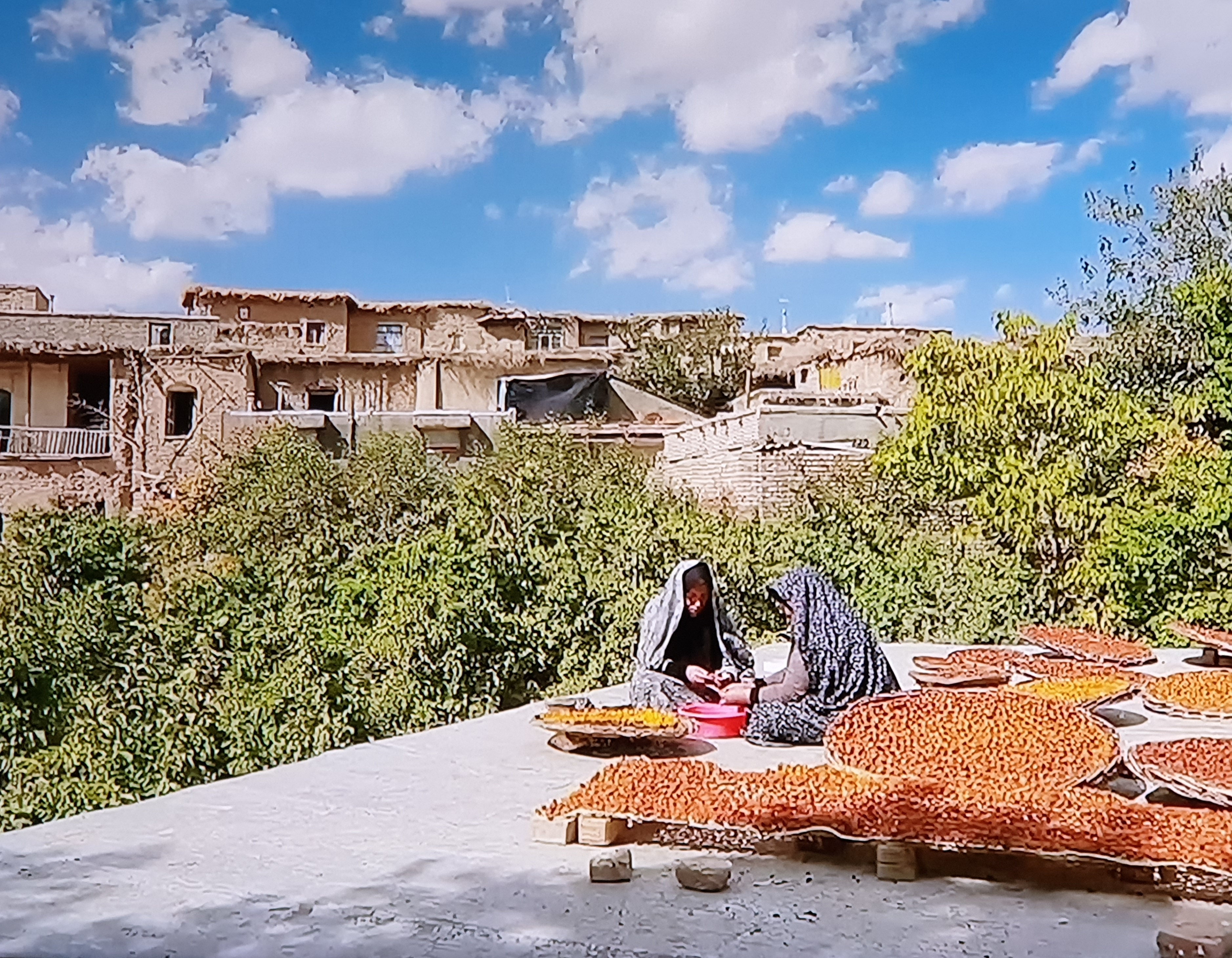
آماده‌سازی آلو بخارا در روستای کره.
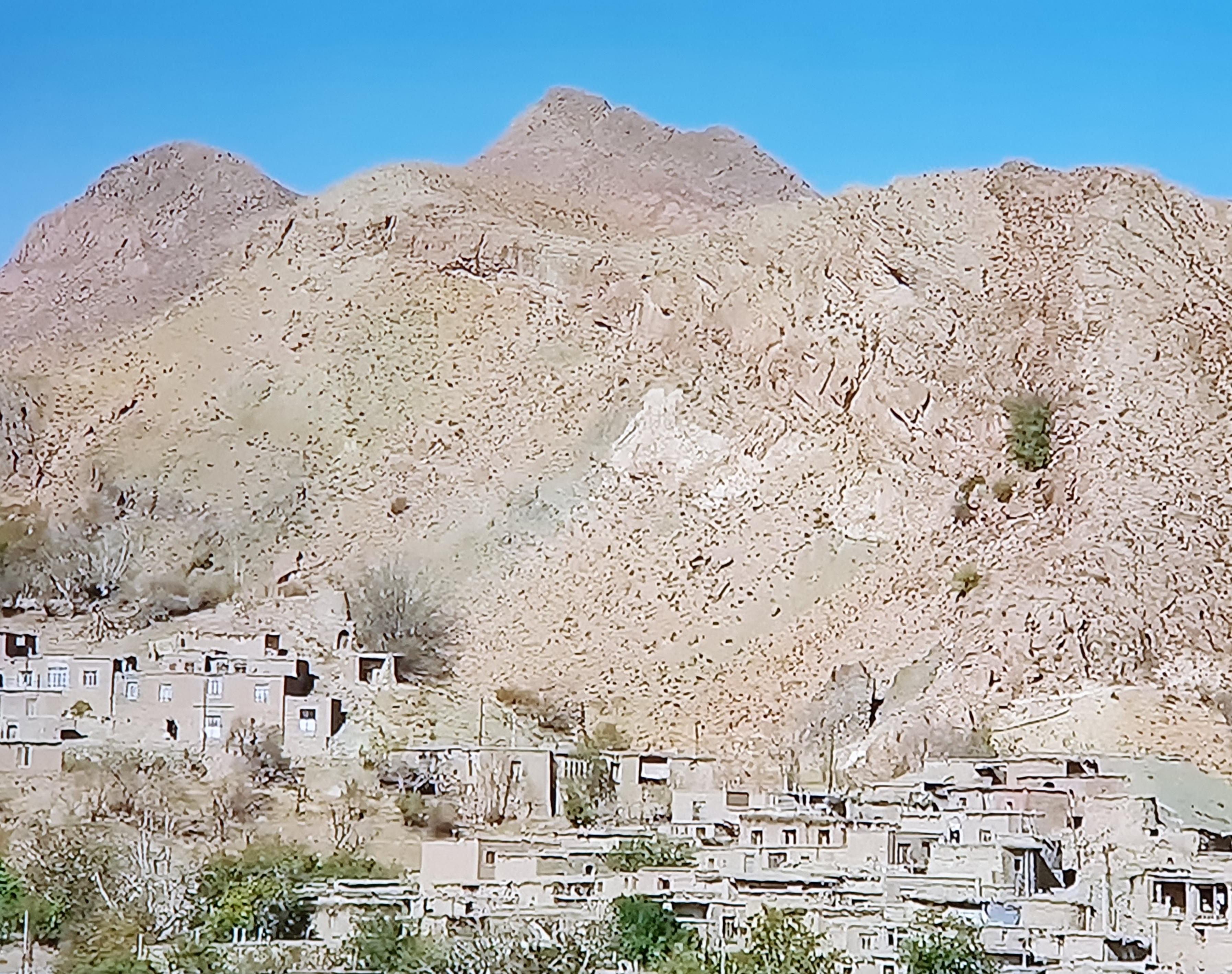
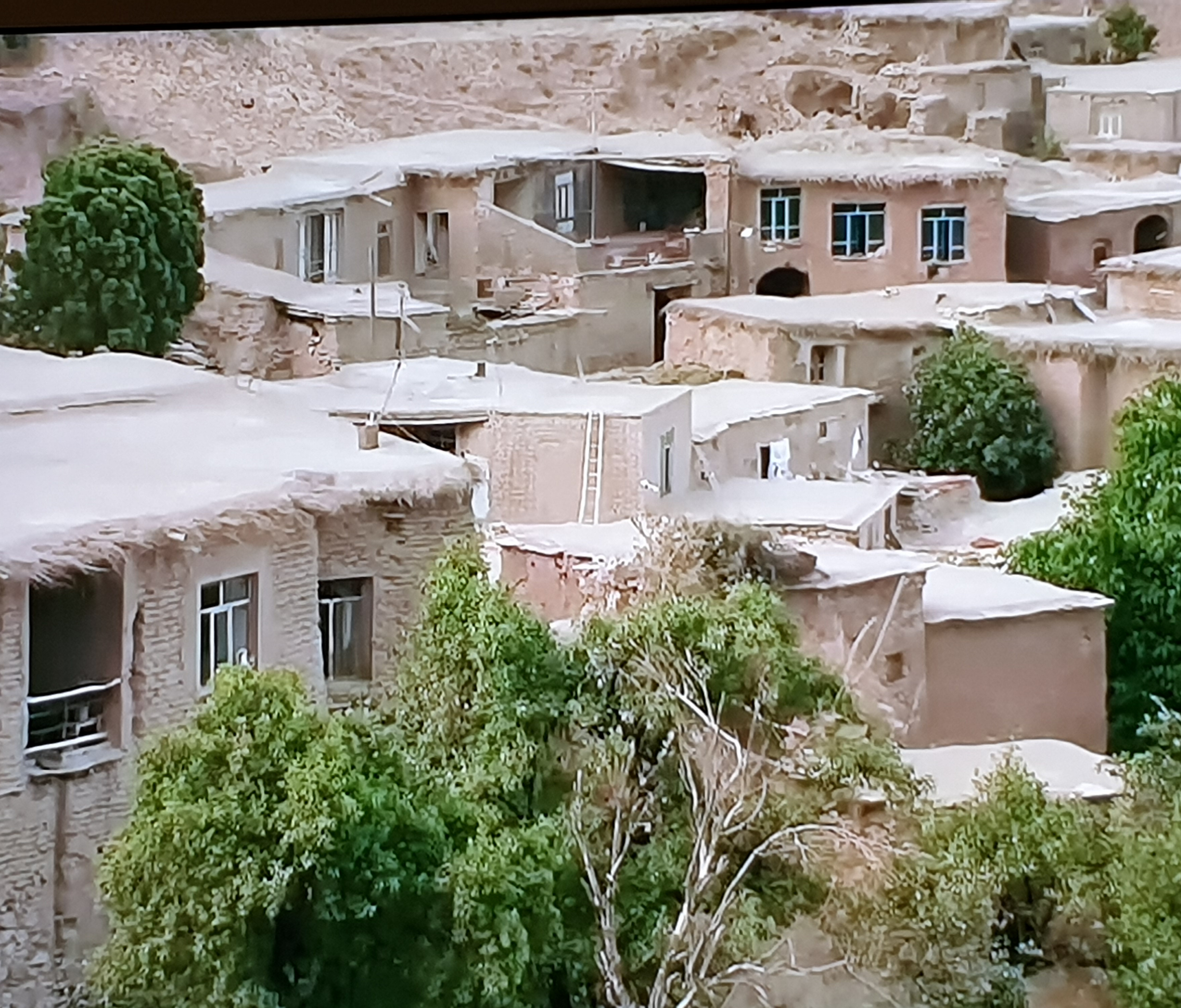